# 003
003 је трећи студијски албум певача и кантаутора Ђорђа Балашевића. Објављен је 1985. године у издању ПГП РТБ-а. Албум је продуцирао Јосип Бочек. Састојао се од 10 песама од којих су најпознатије: „Ал' се некад добро јело”, „Оливера” и „Ноћ када сам препливао Дунав”.

## Албум
Албум је снимнан почетком 1985. Омот албума је направљен у стилу новинских текстова. Ти текстови су плод ауторове маште.
Албум је продат у мањем тиражу него претходна издања, те је Балашевић због тога прешао у Југотон наредне године.

## Песме
Све песме је написао Ђорђе Балашевић.
1. Ноћ када сам препливао Дунав - 3:58
2. - 2:48
3. Морао сам да се одселим - 3:41
4. Бела лађа - 2:59
5. Ал' се некад добро јело - 3:52
6. Словенска - 4:39
7. Мани ме се, лепа Насто - 3:41
8. Оливера - 3:26
9. Пут у средиште Земље - 2:45
10. Бадње вече - 3:18

## Наслеђе
Песма Словенска је сврстана на 49. место 100 најбољих домаћих балада. Само пар дана након његове смрти, одржан је скуп под називом „Ноћ када је Ђоле препливао Дунав”.
Портал Balkanrock је уврстио омот на 59. место на листи 100 најбољих омота домаћег рока.

## Обраде
- Ал' се некад добро јело[8] - Зима (Хаустор)[9]